# Сбогом, моя красавице (филм)
„Сбогом, моя красавице“ (на английски: Farewell, My Lovely) е американски филм от 1975 година, криминален трилър на режисьора Дик Ричардс по сценарий на Дейвид Зелаг Гудман, базиран на едноименния роман на Реймънд Чандлър.
В центъра на сюжета е частният детектив Филип Марлоу, който е нает от излязъл от затвора престъпник да намери някогашната му приятелка, а в същото време разследва случай с открадната нефритена огърлица и свързано с него убийство. Главните роли се изпълняват от Робърт Мичъм, Шарлот Рамплинг, Джон Айрланд, Джак О'Халоран.
За участието си в „Сбогом, моя красавице“ Силвия Майлс е номинирана за „Оскар“ за поддържаща роля.

## Сюжет
През 1941 г. в Лос Анджелис частният детектив Филип Марлоу е нает от току-що освободения банков обирджия Мус Малой, за да намери старата му приятелка Велма, която не е виждал от седем години, докато е бил в затвора. Малой отива на земята, след като убива новия собственик на нощния клуб, в който Велма е работила. Използвайки снимка, предоставена от стария приятел на Велма от нощен клуб Томи Рей, Марлоу я проследява до лудница, но когато съобщава новината на Малой, той открива, че снимката, за която се предполага, че е на Велма, всъщност е на различна жена.
Междувременно мъж на име Мариот наема Марлоу да го придружи до среща, където той трябва да плати откуп от 15 000 долара за връщането на ценна огърлица от нефрит fei tsui, открадната от неназована приятелка. На мястото на изплащането Марлоу е повален в безсъзнание от невидим нападател и когато се възстановява, полицията е на мястото и Мариот е убит. В полицейския участък на Марлоу казват, че Малой е избягал в Мексико и е предупреден да спре да търси Велма.
Решавайки да разследва смъртта на Мариот, Марлоу получава следа от колекционер на нефрит fei tsui на име Бакстър Грейл, който е съдия и влиятелна фигура в Лос Анджелис. В имението на Грейл той среща Грейл и съпругата му, по-младата и съблазнителна Хелън. Хелън иска да знае кой е убил Мариот, когото е познавала от години, и наема Марлоу да разбере. Марлоу е отвлечена и отведена в публичния дом, управляван от Франсис Амтор, известна мадам. Амтор споменава Малой, след което бие и упоява Марлоу. След като се събужда от ступора си, предизвикан от наркотици, и открива тялото на Томи Рей, Марлоу надвива пазач и се изправя срещу Амтор, но тя не съдейства. Джони, служител на Амтор, я застрелва, когато тя бие едно от момичетата си, а Марлоу бяга в къщата на приятеля си Джорджи.
По-късно Хелън телефонира на Марлоу и уговаря среща с него на парти по-късно същата вечер. На партито Марлоу среща фигурата от подземния свят Laird Brunette, която плаща на Марлоу $2000, за да организира среща с Малой. По-късно Марлоу среща старата приятелка на Велма от нощен клуб Джеси Флориан, която казва, че Велма се е свързала с нея и иска да се свърже с Малой. Марлоу се среща с Малой в къщата на Джорджи, където Велма телефонира и уговаря среща с него. Марлоу го кара до мотела, където се предполага, че Велма чака, но вместо това те са издебнати от двама въоръжени мъже, които Марлоу убива в престрелка.
Марлоу и полицията намират Джеси Флориан убита. Марлоу предлага на приятеля си от полицията Нулти, че който и да е използвал Флориан, за да настани Малой в мотела, е накарал и Томи Рей да предостави фалшивата снимка, за да го изпрати на диво преследване. Марлоу е убеден, че Брюнет знае какво става, така че той и Малой се промъкват на борда на хазартната лодка на Брюнет и се изправят срещу него. Хелън се появява и се разкрива, че тя е Велма, бивша проститутка под ръководството на Амтор, която се омъжи за Бакстър Грейл, без той да знае за произхода й. Велма работи с Брюнет, за да убие всеки, който знае истинската й самоличност. Велма застрелва Малой и на свой ред Марлоу застрелва нея. Когато Нълти и полицията пристигат, Марлоу си тръгва и се връща в хотелската си стая. Той решава да даде 2000 долара, които е получил от Брюнет, на вдовицата и малкия син на Томи Рей, с които се е запознал по-рано.